# Star-Crossed (album)
Star-Crossed è il quinto album in studio della cantautrice statunitense Kacey Musgraves, pubblicato il 10 settembre 2021.

## Antefatti e promozione
A febbraio 2021, tramite un'intervista concessa a Rolling Stone, Kacey Musgraves ha confermato di star lavorando al suo quinto album in studio con i medesimi produttori del precedente Golden Hour, Ian Fitchuk e Daniel Tashian. Nel maggio successivo, in occasione di un'intervista per Elle, ha annunciato che il suo divorzio dal cantante Ruston Kelly (con il quale è stata sposata da ottobre 2017 a luglio 2020) sarebbe stato il tema principale del disco, costituito da quindici delle quaranta canzoni che ha scritto durante la pandemia di COVID-19.
Nel mese di agosto 2021, durante un'ospitata nel podcast A Slight Change of Plans, Musgraves ha eseguito brevi anteprime delle tracce Camera Roll e Angel. Il giorno del suo compleanno, il 21 agosto, ha condiviso sui social un estratto della title track dell'album, pubblicata due giorni dopo come primo singolo in concomitanza con l'annuncio del titolo, della data di uscita e della lista tracce dell'album.
Il secondo singolo Justified è uscito a quattro giorni di distanza dal precedente ed è stato seguito il 9 settembre da Simple Times. Il disco è stato accompagnato da un film, lanciato su Paramount+ insieme alla sua messa in commercio e diretto da Bardia Zeinali. È stato girato a Los Angeles nell'arco di dieci giorni e comprende cameo da parte di Eugene Levy, Symone, Princess Nokia, Victoria Pedretti e Meg Stalter.

## Descrizione
Star-Crossed è stato descritto come un album country e country pop, con elementi folk, dance, disco, di musica psichedelica, soft rock, rock alternativo e R&B. La cantante ha affermato che la lista tracce è suddivisa in tre atti. Riguardo l'album, ha dichiarato:

## Accoglienza
| Recensione           | Giudizio |
| -------------------- | -------- |
| AllMusic             |          |
| The A.V. Club        | B+       |
| Entertainment Weekly | B+       |
| The Guardian         |          |
| The Independent      |          |
| NME                  |          |
| Pitchfork            | 7.7/10   |
| Rolling Stone        |          |
| Slant Magazine       |          |
| Under the Radar      | 4.5/10   |

Star-Crossed ha ottenuto recensioni prevalentemente positive da parte dei critici musicali. Su Metacritic, sito che assegna un punteggio normalizzato su 100 in base a critiche selezionate, l'album ha ottenuto un punteggio medio di 79 basato su ventuno critiche.

## Controversie con i Grammy Award
Il 10 ottobre 2021, la presidente dell'etichetta discografica Universal Music Group Nashville, Cindy Mabe, ha scritto una lettera all'amministratore delegato della National Academy of Recording Arts and Sciences Harvey Mason Jr. in seguito alla decisione di inserire l'album di Musgraves nelle categorie della musica pop anziché in quelle della musica country, in occasione della prossima 64ª edizione dei Grammy Awards. Nella lettera, pubblicata da Billboard, Mabe afferma che «l'esclusione di Kacey Musgraves dalla categoria country danneggia in realtà un formato che sta lottando contro il cambiamento e l'inclusione» e che la scelta «provocherà delle ripercussioni in tutto il nostro settore, per garantire che venga trasmesso il messaggio che la musica country può essere solo per i pochi che amano la stessa visione». Musgraves  ha reagito alla dichiarazione scrivendo sui propri social network «puoi togliere la ragazza dal country, ma non puoi togliere il country dalla ragazza», allegando immagini di cantanti country legate al pop come Dolly Parton, Willie Nelson, Loretta Lynn, Shania Twain e George Strait.
I giornalisti musicali Jem Aswad e Chris Willman di Variety hanno riferito che il comitato di selezione country della Recording Academy ha ritenuto nel suo complesso Star-Crossed non sufficientemente country; tuttavia, il brano Camera Roll è stato considerato idoneo per la candidatura alla migliore canzone country. La commissione per il genere country avrebbe quindi inviato il progetto alla commissione per il genere pop, la quale ha accolto positivamente la richiesta. La questione della collocazione dell'album nel genere è stata sollevata anche dal comitato centrale della Recording Academy per la candidatura ai Grammy Awards, sostenendo nuovamente la decisione di inserire il brano delle categorie pop. Nell'articolo hanno inoltre sottolineato che Musgraves non è la prima artista ad affrontare questa situazione, come 1989 di Taylor Swift, primo album dell'artista a essere inserito nelle categorie pop, e il brano Daddy Lessons di Beyoncé sia stato rifiutato nelle categorie country. L'articolo ha inoltre sostenuto che, al di là degli aspetti musicali di Star-Crossed, la lettera inviata dalla casa discografica della Musgraves alla Recording Academy è dovuta anche ad aspetti commerciali dell'album, in quanto la categoria pop è altamente competitiva rispetto a quella country, diminuendo le possibilità di ottenere un riconoscimento, il quale aumenterebbe le vendite del progetto.
Le candidature ai Grammy Awards sono state annunciate il 22 novembre 2021, vedendo il brano Camera Roll candidato in due categorie country, mentre l'album non è stato inserito in nessuna delle categorie.

## Tracce
1. Star-Crossed – 3:19
2. Good Wife – 3:51
3. Cherry Blossom – 3:04
4. Simple Times – 2:47
5. If This Was a Movie... – 3:15
6. Justified – 3:01
7. Angel – 2:20
8. Breadwinner – 3:21
9. Camera Roll – 2:39
10. Easier Said – 3:07
11. Hookup Scene – 3:21
12. Keep Lookin' Up – 2:46
13. What Doesn't Kill Me – 2:17
14. There Is a Light – 3:52
15. Gracias a la vida – 4:32

## Successo commerciale
Nella Official Albums Chart britannica l'album ha esordito al 10º posto con 7 001 unità, regalando alla cantante la sua seconda top ten consecutiva nel Regno Unito.

## Classifiche

### Classifiche settimanali
| Classifica (2021) | Posizione massima |
| ----------------- | ----------------- |
| Australia         | 9                 |
| Belgio (Fiandre)  | 156               |
| Belgio (Vallonia) | 185               |
| Canada            | 9                 |
| Croazia           | 38                |
| Irlanda           | 16                |
| Nuova Zelanda     | 30                |
| Paesi Bassi       | 89                |
| Regno Unito       | 10                |
| Spagna            | 52                |
| Stati Uniti       | 3                 |